# Monokaliumcitrat
Monokaliumcitrat (auch Kaliumdihydrogencitrat) ist eine chemische Verbindung des Kaliums. Es gehört zur Stoffgruppe der Citrate und wird unter anderem als Lebensmittelzusatzstoff verwendet.

## Eigenschaften
Beim Monokaliumcitrat handelt es sich um weißes, hygroskopisches, körniges Pulver oder durchscheinende Kristalle.

## Verwendung
Das Monokaliumcitrat (E 332i) gehört zu den Kaliumcitraten, welche durch die Richtlinie 95/2/EG in der Europäischen Union als Lebensmittelzusatzstoff zugelassen sind.
Es fungiert dabei als Säureregulator, Komplexbildner und Schmelzsalz und findet Anwendung bei der Herstellung von Fischprodukten, Gemüsekonserven und Kondens- bzw. Trockenmilch.

## Verwandte Verbindungen
Neben dem Monokaliumcitrat wird auch das Trikaliumcitrat (E 332ii) als Lebensmittelzusatzstoff verwendet.